# Hawk-Eye

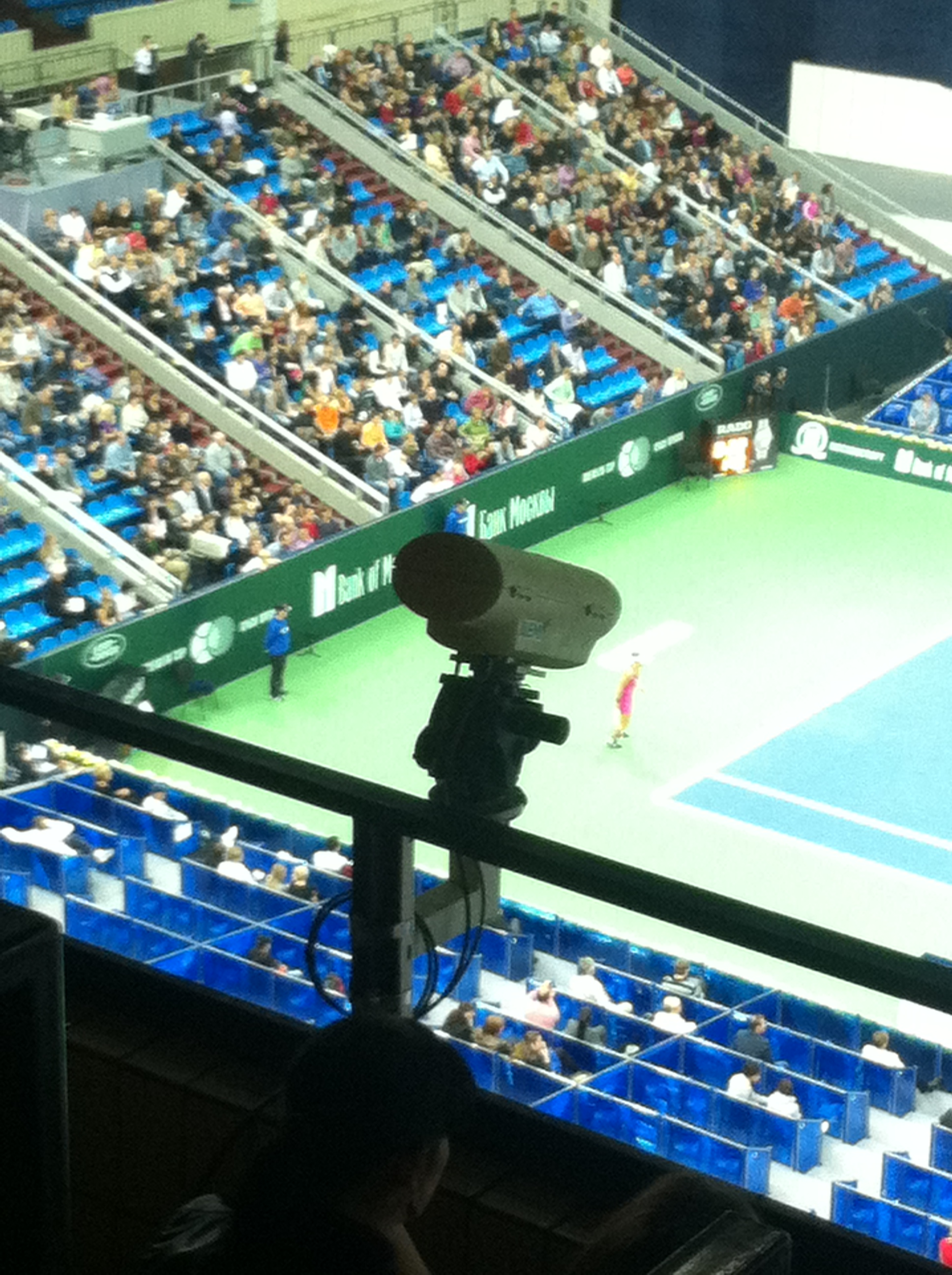
Камера системы Hawk-Eye на Кубке Кремля (Спорткомплекс «Олимпийский», 2012 г.)

Hawk-Eye (Хок-ай, Ястребиный глаз) — программно-аппаратный комплекс, моделирующий траекторию игрового снаряда. Система была разработана компанией Roke Manor Research и впервые протестирована в реальных условиях спортивных соревнований в 2001 году.
Применяется, главным образом, для судейства соревнований, а также сбора статистики и визуализации игрового процесса, в тренировках. Наиболее широкое распространение получила в теннисе, крикете, волейболе. Как средство визуализации игрового процесса применяется в снукере. Тестируется в футболе. Обсуждается вопрос о её внедрении и в других видах спорта. Высокая стоимость и сложность в эксплуатации ограничивает применение Hawk-Eye только крупнейшими соревнованиями. C 2017 года началась эксплуатация нового поколения системы Hawk Eye Live, позволяющей полностью отказаться от судей на линии в теннисе.
В теннисе Hawk-Eye является разновидностью ALC систем (Automated Line Calling systems). Система Hawk-Eye стала неотъемлемой частью теннисной культуры, добавила соревновательному процессу зрелищности и способствовала укреплению духа fair play в ходе соревнований. Получила несколько наград за достижения в сфере развлечений. Система имеет немало критиков, которые считают, что автоматизация судейства в спорте лишает его человеческого фактора и особого соревновательного духа.

## История
Необходимость в системе, облегчающей судейство, была обусловлена многочисленными спорными ситуациями, регулярно возникавшими в ходе соревнований. При скоростях полёта мяча в теннисе до 250 км/ч, определить человеческим глазом касание линии весьма затруднительно и решение судей может быть субъективно. Споры с арбитрами нарушали нормальный ход поединков и мало способствовали спортивному духу соревнований. Попытки внедрения автоматизированных ассистентов судей в теннисе и крикете имеют долгую историю.

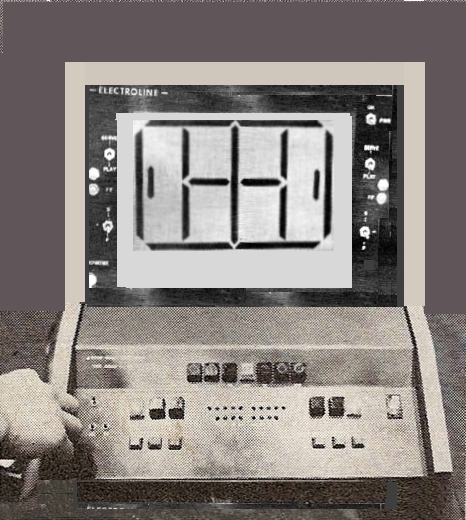
Один из предшественников Hawk-Eye — система ElectroLine

Технологические разработки, связанные с облегчением работы судей, стали появляться с конца 1960-х. Первые аппаратные комплексы поддержки судейства в теннисе были созданы в 1970-х годах. Так называемые системы TEL (Tennis Electronic Lines) работали на основе датчиков давления, воспринимающих касание линии, и требовали монтажа под покрытием корта. Широкого распространения они не получили. Помимо сложности монтажа, датчики не различали, касается линии мяч или нога игрока (хотя их преимуществом была возможность выдавать результат мгновенно — это была система реального времени). В 1980-х была анонсирована система Cyclops, функционировавшая на основе инфракрасных датчиков, определяющих пересечение мячом луча. Система фиксировала только ошибки при подаче. Главным её недостатком было то, что она не различала мяч и любой другой предмет, прерывавший ход луча. Тем не менее, она использовалась на турнирах Большого шлема вплоть до конца 1990-х.
В середине 1990-х на крупных турнирах опробовалась система MacCAM, разработанная DEL Imaging Systems LLC. В сущности, это была только высокоскоростная камера (до 5000 кадров/сек), позволявшая визуально определить на повторе касание мячом линии.
В 1999 году исследовательская группа компании Roke Manor Research Ltd начала разработку системы, основанной на обработке видеоданных и построении траектории мяча. Во главе группы стоял доктор Пол Хоукинс, в прошлом игрок в крикет. При разработке использовался опыт разработок в военной области в медицине. В 2001 году Пол Хоукинс и Дэвид Шерри защитили разработку патентом WO0141884 (Video Processor Systems For Ball Tracking In Ball Games — «Система видеообработки для трекинга в играх с мячом»). Впервые возможности нового продукта компании были продемонстрированы каналом Channel 4 во время официального матча между сборными Англии и Пакистана, на стадионе Lord's Cricket Ground 21 мая 2001 года. С 2006 года Hawk-Eye постоянно используется для судейства профессиональных турниров в теннисе.
В 2001 году компания Hawk-Eye Innovations LTD, развивающая свой основной продукт, отделилась от Roke Manor Research. С 2006 года компания принадлежит американскому бизнесмену Марку Гетти. В 2009 году компания принесла доход до налогов £ 1,1 млн. В 2010 году рыночная стоимость компании Hawk-Eye Innovations оценивалась в £15 млн. С марта 2011 года Hawk-Eye Innovations перешла в собственность корпорации Sony.
Hawk-Eye — наиболее распространённый, но не единственный продукт, в своём роде. В футболе тестируется GoalRef (изначально разработанная для гандбола). В США определённое распространение получила K-Zone, применяемая в бейсболе. В крикете с Hawk-Eye конкурирует система Pitch View, которая проходила тестирование в 2012 году.

## Технология
Все детали функционирования Hawk-Eye не разглашаются, так как являются секретом фирмы. Основой для её программного обеспечения стали появившиеся в 1990-е годы системы захвата движения.
Программно-аппаратный комплекс состоит из нескольких видеокамер, передающих поток видеоданных для обработки компьютеру. Для крикета используется шесть камер, для тенниса — десять. Скоростные видеокамеры (106 кадров/сек, по данным разработчика) укреплены так, чтобы захватывать с определённых углов игровое пространство. Обработка потока видеоданных включает несколько этапов. Изначально в систему заложены правила игры, и при калибровке строится модель игрового пространства. Программное обеспечение позволяет организовать распознавание образа мяча. Как сообщают разработчики, система устойчиво распознаёт летящий мяч в форме размытого вытянутого пятна, размер которого составляет от 2 до 10 пикселей, на фоне корта, оборудования и публики.

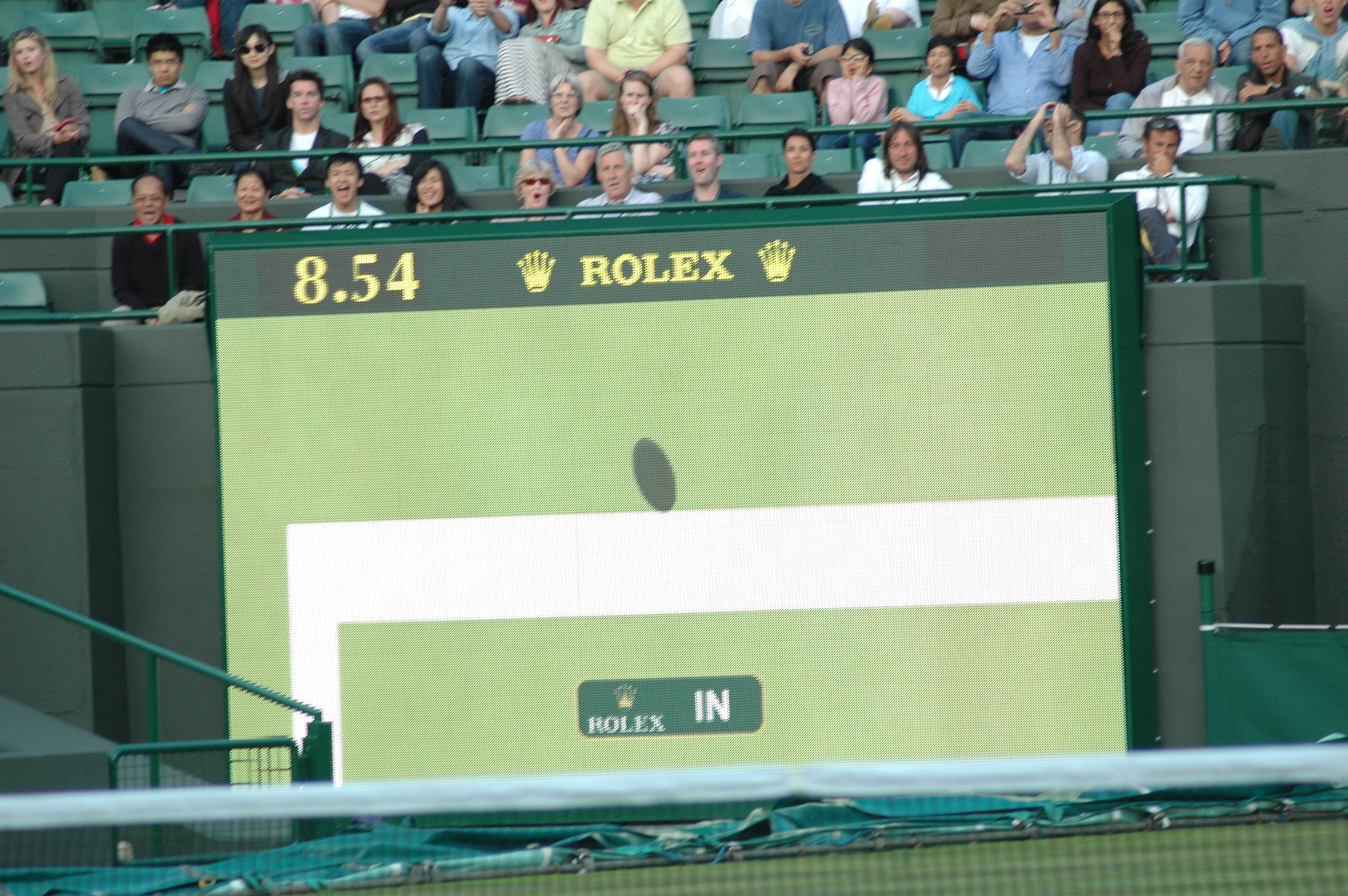
Hawk-Eye показывает минимальное касание линии (теннис).

На основе трекинга и принципа триангуляции, система определяет координаты мяча. По двумерным образам, полученным с каждой камеры, строится серия точек в трёхмерных координатах. Камеры не синхронизированы друг с другом и различные координаты мяча, полученные с разных камер, связываются в общую систему точек при помощи линейной аппроксимации. Далее, при помощи алгоритмов сглаживания, через эти точки реконструируется виртуальная траектория полёта. Если оценить скорость полёта мяча в теннисе в 50 м/c, то при скорости съёмки 100 кадров в секунду, между узлами интерполяции может быть расстояние порядка 50 см. Система визуализации выдаёт результат в виде гладкой траектории с интерполированной точкой касания корта в случае тенниса. Система также позволяет выдавать другие показатели: скорость мяча, статистику попаданий в определённые области и прочее.
Для функционирования системы (в случае крикета) необходимо три оператора. Система не накладывает никаких требований на инвентарь и площадку. Точность системы является спорным моментом, так как источники называют разные данные: от 1 мм до 5 мм. Согласно данным самой компании Hawk-Eye Innovations, точность составляет 3,6 мм, то есть порядка 5 % от размера теннисного или крикетного мяча. Согласно требованиям ITF, в ходе тестирования погрешность системы должна была составлять не более 5 мм.
По состоянию на 2013 год система не могла работать в режиме реального времени. На получение результата системе необходимо было до 10 сек, поэтому полностью заменить судей на линии автоматикой не представлялось возможным. Вмешательство судьи в теннисе также необходимо из-за того, что игрок, по правилам, если и собирается взять попытку, то должен это сделать немедленно после спорного попадания, иначе ситуация будет, как говорят, «заиграна». Стоимость использования системы оценивается в $20 000 в неделю на одном теннисном корте. Для крикета стоимость установки достигает £180 000 на одном стадионе.
С 2016 года на теннисных турнирах началось тестирование следующего поколения технологии Hawk Eye Live. Она позволяет отслеживать касание мяча менее чем за 0,1 сек, и не требует остановки игры. Технология отслеживает также ошибку «зашага» (footfault). Таким образом, Hawk Eye Live позволяет полностью обойтись без судей на линии. В этой версии используется 12 камер для контроля за мячом и 6 для «зашага». Единственный «человеческий» элемент, оставшийся в системе — записанная голосовая реплика «аут», останавливающая игру.

## Использование

### Теннис
Использование Hawk-Eye в теннисе обусловлено сложностью оценки «аут»/«поле» в ситуациях, когда мяч приземляется поблизости от линии.

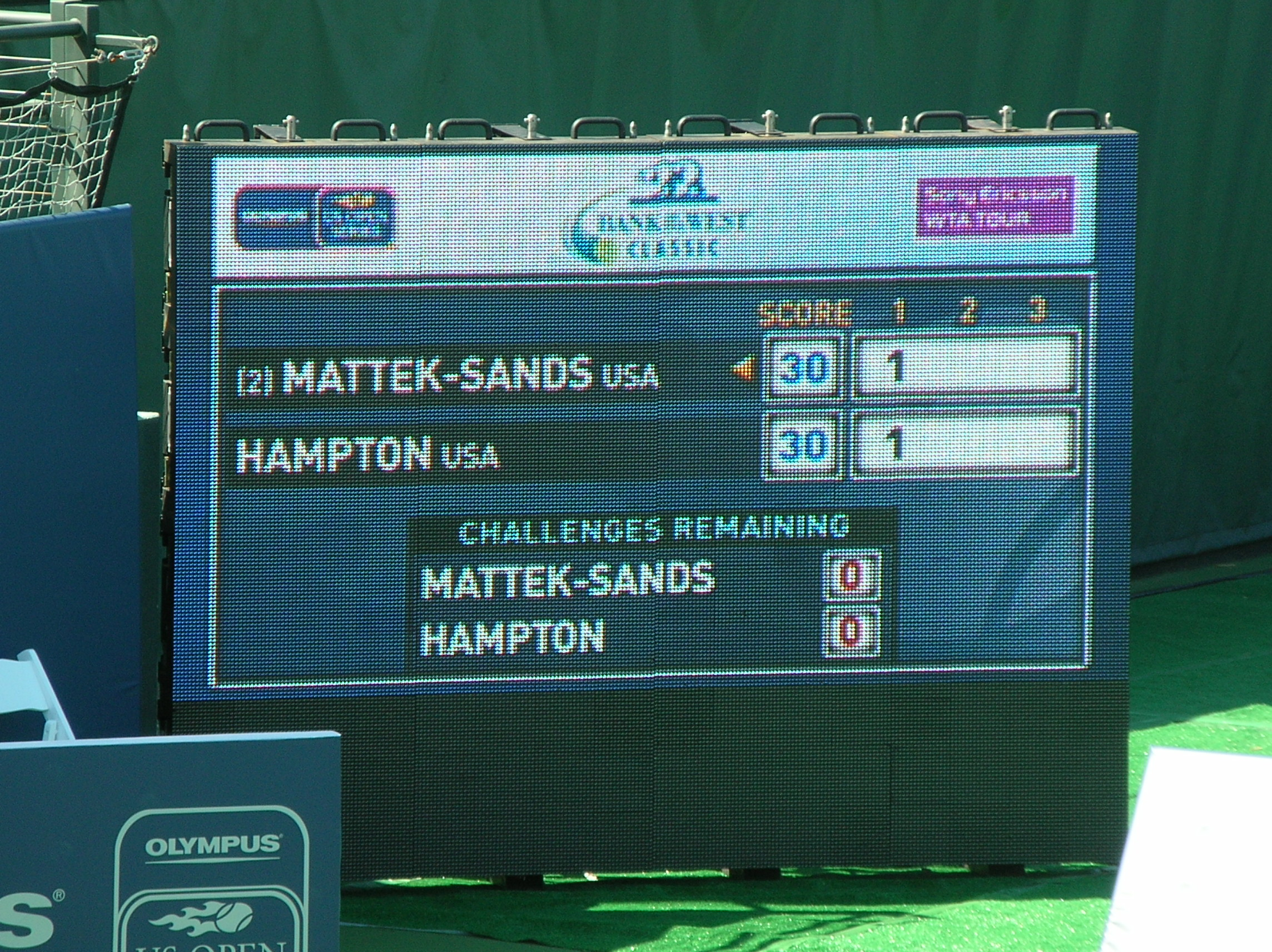
Табло показывает число оставшихся попыток (challenges remaining — 0 — у обоих игроков).

В 2002—2004 годах система проходила тестирование ITF на ряде теннисных турниров. Федерация разработала ряд требований к системам ALC (Automated Line Calling systems — системы контроля касания линий). В рамках тестирования также рассматривалась конкурирующая система Auto-Ref, работавшая по схожему технологическому принципу. В ходе открытого чемпионата США по теннису 2004 года зрители имели возможность убедиться в возможностях комплекса. Во время четвертьфинального матча между Дженнифер Каприати и Сереной Уильямс судьи допустили целый ряд ошибок в пользу Дженнифер. Система (Hawk-Eye ещё не имела тогда устоявшегося названия и именовалась Shot Spot) использовалась в тот момент только для визуализации и чётко продемонстрировала все проблемы судейства в том драматическом поединке.
Начало использованию Hawk-Eye на турнирах высокого ранга положил Кубок Хопмана (Австралия) в январе 2006 года. Система получила на нём высокие оценки организаторов. Михаэлла Крайчек стала первой теннисисткой воспользовавшейся попыткой (challenge  (англ.)) в системе Hawk-Eye. Дебютным рейтинговым турниром Hawk-Eye стал Miami Masters в марте 2006 года. Первым турниром Большого Шлема, где была внедрена Hawk-Eye, стал открытый чемпионат США по теннису 2006 года. В 2007 году на конференции ITF технические эксперты Джейми Кейпел-Дэвис и Стюарт Миллер, одобрив использование Hawk-Eye, предложили поправки к правилам. В марте 2008 года ITF, ATP и WTA приняли и унифицировали правила, касающиеся использования системы в ходе соревнований. В каждом сете игрок имеет право на три попытки обращения к системе, если он сомневается в решении линейных судей. Если игрок ошибся, а судья был прав, то попытка с его «счёта» отнимается. Ещё одна попытка добавляется каждому, если игроки достигли тай-брейка. В некоторых случаях игроки даже специально берут заведомо ненужную попытку, дабы потянуть время и получить передышку, хотя это считается неспортивным поведением.
Hawk-Eye быстро стал важной частью соревновательного процесса и всей теннисной культуры. В настоящее время система Hawk-Eye используется на всех турнирах Большого Шлема, кроме French Open, на Олимпийских играх и на большинстве крупнейших профессиональных турниров. Исключение составляют турниры проводящихся на грунтовых покрытиях, поскольку на них мяч оставляет после падения хорошо различимый след. Как правило, организаторы не могут позволить себе оборудовать системой все арены и её устанавливают только на центральных кортах.
Новое поколение технологии Hawk Eye Live было испытано на турнире Next Generation ATP Finals в Милане, в ноябре 2017 года и получило благоприятные отзывы. В августе 2018 года Hawk Eye Live успешно прошёл испытание длительным турниром серии World TeamTennis в США. На сессии ATP в июле 2018 года руководящий орган теннисной ассоциации рекомендовал технологию к использованию на крупнейших турнирах следующего сезона. US Open 2020 стал первым турниром Большого Шлема, на котором использовалась технология Hawk Eye Live.

### Крикет
В крикете необходимость в компьютерной помощи судьям обусловлена так называемым правилом LBW (Leg before wicket — нога до калитки). После подачи мяча боулером, игрок противника бэтсмен имеет право коснуться мяча (отбить его) только битой. При этом в игре часто возникает ситуация, когда игрок всё же касается мяча какой либо частью тела (обычно ногой). После этого судье приходится принимать на глаз решение, повлияло ли это на изменение траектории мяча и попадание мяча в «калитку». При скорости мяча у элитных боулеров до 160 км/ч, это сложная задача, и субъективное решение часто вызывало споры. Hawk-Eye позволяет продолжить возможную траекторию и оценить возможность касания мячом калитки.

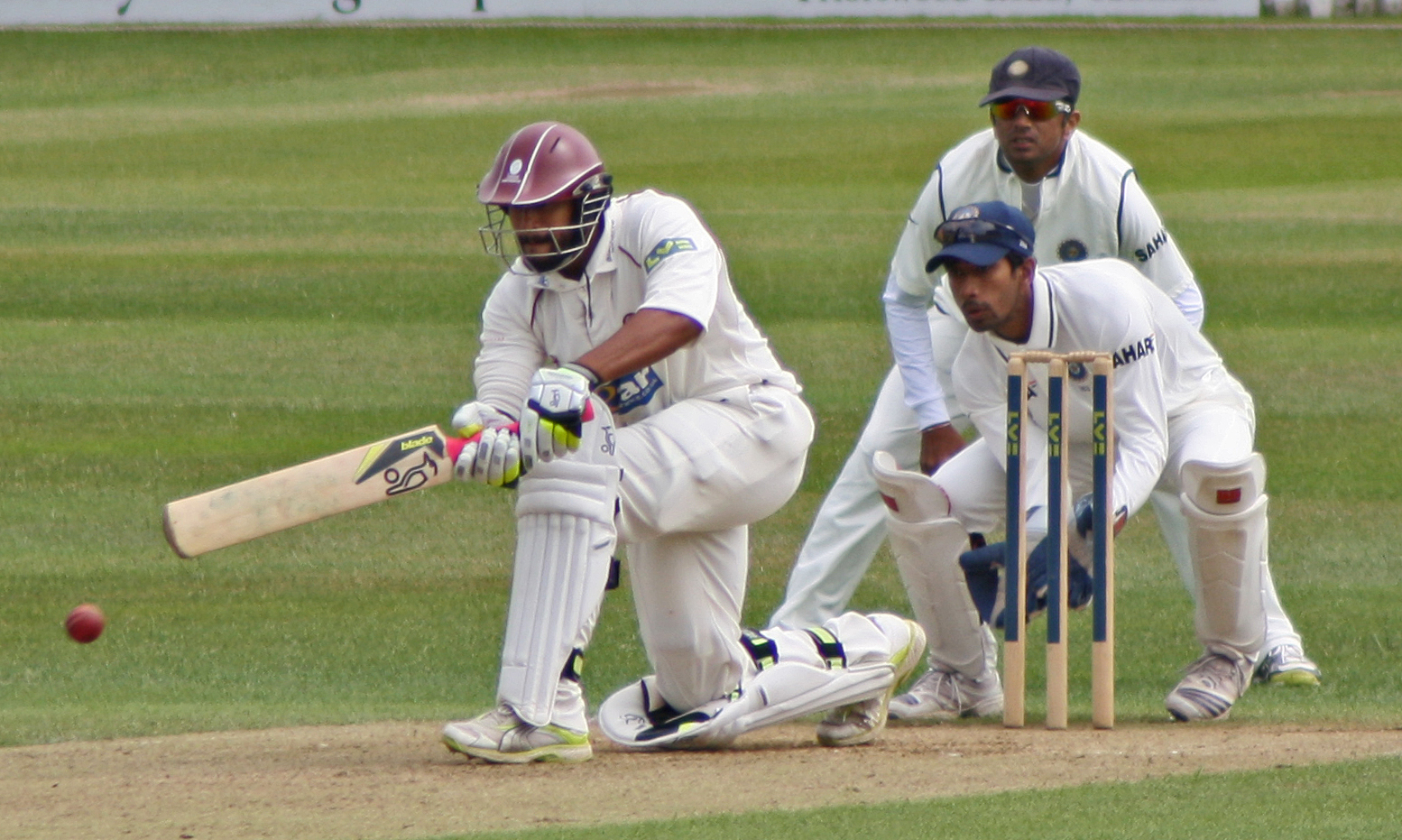
Игровая ситуация, в которой может возникнуть ошибка Leg before wicket. Касание мячом ноги бэтсмена (игрок с битой) определяет судья стоящий за кипером

Несмотря на то, что Hawk-Eye впервые была протестирована именно в крикете, её внедрение вызвало продолжительные споры специалистов данного вида спорта. Это было связано с особенностями правил крикета, которые не трактуют ситуацию LBW однозначно. Если, например, в теннисе есть только два варианта «аут» и «поле», то в крикете судье разрешается воздержаться от решения, назвав его спорным. Попытки внедрить просмотры для корректирования судейских решений делались с 2006 года, но мнение судей имело большую силу, чем вердикт системы. Только в 2009 году федерация крикета International Cricket Council приняла электронную систему Decision Review System и поправки к правилам, которые однозначно оговаривают возможность игрокам команды обратиться к Hawk-Eye, за которым и остаётся последнее решение в спорах. Примерно так же, как и в теннисе, у команд есть по две попытки посмотреть трактовку ситуации в Hawk-Eye за иннинг. Hawk-Eye широко применялась в рамках чемпионата мира по крикету 2011 года. В частности, благодаря попытке, взятой при ситуации LBW в полуфинале Индия—Пакистан, были сразу прекращены споры вокруг решения судьи. Тем не менее, Федерация крикета Индии пока так и не приняла DRS, считая систему «несовершенной».

### Футбол
В футболе областью применения Hawk-Eye может быть определение факта пересечения мячом линии ворот. ФИФА долгое время не одобряла автоматизацию процесса судейства, но развитие технологий и постоянно возникающие споры вокруг взятия ворот привели к пересмотру точки зрения. После длительных дискуссий в 2012 году IFAB одобрила внедрение системы автоматического определения голов, но при этом продолжила испытание ряда систем, в том числе Hawk-Eye, GoalRef и GoalControl, с целью выбора одной из них для чемпионата мира 2014 года.
По сравнению с Hawk-Eye GoalRef исповедует иной технологический принцип и требует установки в футбольный мяч микрочипа, а также не даёт визуального представления ситуации. Система HawkEye (видеокамеры) в случае футбола монтируется на разных точках стадиона и в рамку ворот. Стоимость установки на одном стадионе оценивается примерно в 100 000—125 000 фунтов стерлингов. Согласно заявлению генерального секретаря Футбольной ассоциации Англии Алекса Хорна, Hawk-Eye была установлена на стадионе «Уэмбли» для её проверки в ходе соревнований на Кубок Англии. 11 апреля 2013 года было объявлено, что Hawk-Eye будет использоваться на матчах английской Премьер-лиги с начала сезона 2013/14.
Перед чемпионатом мира по футболу 2018 отдали предпочтение системе видеоповторов VAR для использования её арбитрами в спорных моментах, назначив компанию Hawk-Eye как поставщика технологий для внедрения системы.

### Другие виды спорта
Начиная с 2007 года система используется в снукере. В этом виде спорта она не является инструментом судей, а задействована только для более наглядной демонстрации игровой ситуации и пояснения комментаторами траектории удара игрока. С её помощью можно развернуть виртуальный стол и показать его с точки зрения игрока.
В волейбольной лиге Польши Hawk Eye ограниченно использовалась с 2010 года. После этого FIVB одобрила технологию с целью определения попадания мяча в волейбольную площадку. C 2012 года в волейболе началось тестирование системы на крупных международных соревнованиях. В марте к её услугам прибегли участники финала четырёх Лиги чемпионов ЕКВ сезона 2011/2012. Полноценное использование системы началось с Мировой лиги 2013 года. С этого времени Hawk Eye часть новой системы электронного судейства в волейболе.
Обсуждается возможность внедрения в ряде других видов спорта. В бадминтоне одобрения со стороны центрального органа BWF пока не получено, но несколько ведущих игроков высказались в пользу скорейшего внедрения технологии и в этом виде. В 2012 году на заседании комитета ITTF обсуждалась возможность внедрения Hawk-Eye в настольном теннисе, однако специфика этого вида не позволяет внедрить систему в её текущем состоянии. В ходе игры теннисный стол может сдвинуться и это не позволит системе функционировать корректно. Обсуждается возможное внедрение системы в хёрлинге и бейсболе.

## Особенности функционирования

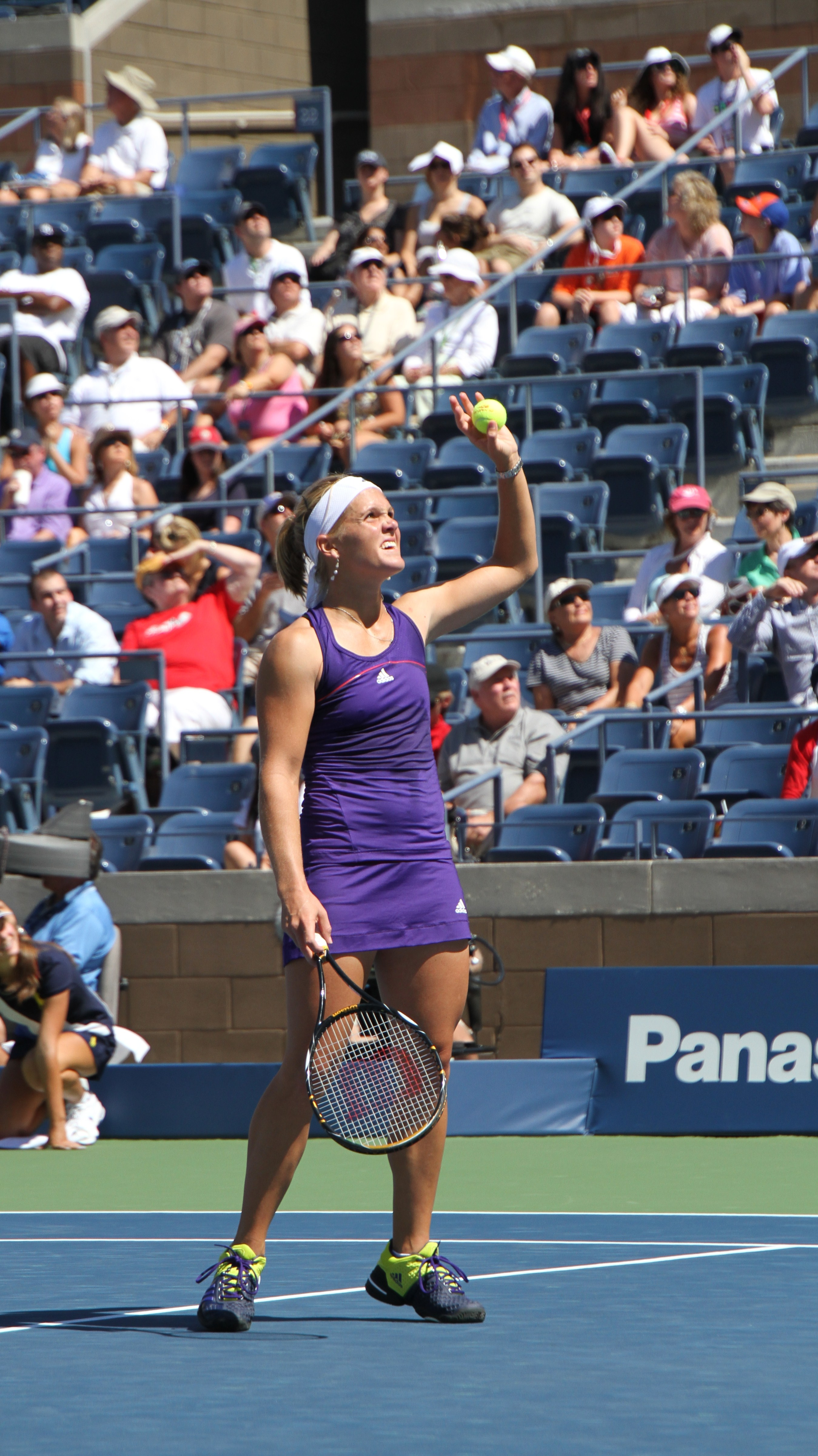
Таким жестом, подняв руку, игрок останавливает встречу и просит показать повтор в системе Hawk-Eye

При использовании система визуализирует результат вычислений, показывая траекторию полёта мяча и его попадание в виде «следа» на линии. Между тем, система при расчёте результата только отмечает «попал—не попал». Однако, для большей правдоподобности, результат выводится на мониторы визуально. В системе для этого используются элементы, позаимствованные из компьютерных игр. Так, например, меняется цвет виртуального «корта», в зависимости от того, какое в данный момент используется покрытие.
Система использует виртуальное, а следовательно, идеализированное представление игровой поверхности. Линии на площадке — геометрические прямые, мяч в полёте или фигура бэтсмена — некая математическая модель. В реальности они не являются абстрактными геометрическими фигурами. В случае попадания мяча в линию он изменяет свою форму, и это также результат просчета изменения формы, согласно предварительно заложенной модели, а не реальной деформации.
Данное обстоятельство также стало объектом критики системы, так как она проводит измерение по идеализированному представлению корта (так называемое вторичное измерение), тогда как судьи-люди оценивают по реальному игровому пространству, там где линии не идеально прямые (первичное измерение). Ситуации, когда повтор показывает мизерный аут около 1 мм, является некоей абстракцией, так как это меньше погрешности, оговоренной самими разработчиками системы. Идеализированное представление игрового процесса, которое даёт система типа Hawk-Eye, создает не совсем адекватное представление и у зрителей. Они начинают воспринимать данные программы как абсолютно точные, хотя это не так. Это проблема онтологического толка, заключающаяся в восприятии общественностью достижений науки. У системы, как и у любого технологического процесса, есть ограничения по точности.
Hawk-Eye в значительной степени поменяла тренировочный процесс и сбор статистики, так как позволяет накапливать и обрабатывать данные в базе данных. Hawk-Eye поэтому называют центром цифровой обработки данных в ходе соревнований. Игроки и тренеры пользуются данными системы, как для того, чтобы поменять тактику непосредственно в ходе соревнований, так и для последующих выводов, влияющих на тренировочный процесс.

## Критика
Как отмечают специалисты, в лице Hawk-Eye большой спорт, наконец, получил достаточно надёжную компьютерную систему помощи судьям за приемлемую стоимость. Hawk-Eye серьёзно повлиял и на восприятие соревнований зрителями. Они чувствуют себя гораздо более вовлеченными в процесс и ощущают себя отчасти судьями соревнований, и в целом наблюдается больший эффект сопричастности. В 2003 году Hawk-Eye выиграла спортивную премию «Эмми» за инновационные технические достижения в области развлечения.

Теперь не нужно всю ночь ворочаться в кровати и думать: попал я ту подачу или нет. Я посмотрел. Подача была в поле.
Оригинальный текст (англ.) I don’t need to go to bed now wondering if that serve really was in or out. I looked up. It’s in. There’s no need to worry about that tonight.
— Джеймс Блейк

За 20 лет профессиональной карьеры в теннисе это самое поразительное, что случилось с игроками, фанатами и телезрителями. Новая технология добавляет новое измерение игре.
Оригинальный текст (англ.) In my 20 years in professional tennis, this is one of the most exciting things to happen for players, fans and television viewers. This new technology will add a whole new dimension to the game.
— Андре Агасси
К проблемам системы относится, прежде всего, достаточно высокая стоимость, делающая её недоступной для массового использования. Поскольку не всем игрокам доводится сыграть на центральных кортах, где установлена Hawk-Eye, с их стороны также доносятся голоса о некоторой дискриминации. При эксплуатации системы регулярно возникает ситуация, дискредитирующая работу судей людей. По оценкам специалистов в ходе Уимблдона-2012, судьи допускали ошибки в 27 % случаев, когда их работу сравнивали с автоматикой. Был даже зарегистрирован случай фиксирования «аута» судьёй в ситуации, когда мяч был в 27 см от линии. Игроки также далеко не всегда адекватно оценивают ситуацию. Статистика, собранная в ходе Открытого чемпионата Австралии-2009, показала, что из 286 попыток, взятых игроками, удачными оказались 89 (31 %). Внедрение системы оказало большое влияние на культуру судейства, взаимоотношения судей с игроками. Уменьшилось количество пререканий в ходе игры. Значительно реже, чем раньше стали возникать ситуации, когда судья на вышке меняет решение линейного судьи.
В ходе эксплуатации неоднократно регистрировались ошибки системы. Так, в 2009 году во время встречи Энди Маррея с Иваном Любичичем, в ходе турнира Masters в Индиан-Уэллсе, произошёл инцидент. Hawk-Eye не зарегистрировал «аут», и мяч был незаслуженно отдан Маррею. По мнению Томаша Бердыха, система может ошибаться в тот момент, когда на корт падает тень.
С самого появления Hawk-Eye в ATP туре Роджер Федерер относится к системе весьма скептически. «Они всегда стремятся свалить на нас самое сложное», — комментировал швейцарец то, что игроки теперь сами себе судьи. После первого же серьёзного столкновения с Hawk-Eye в финале Уимблдона-2007 Федерер проявил крайне негативные эмоции. После того как система отдала спорный мяч его противнику Рафаэлю Надалю, он даже попросил судей отключить систему. Михаэль Штих в числе тех критиков, которые считают, что продукты, подобные Hawk-Eye, лишают спорт особого духа. Ошибки судей — это неизбежная, естественная часть спорта и человеческого фактора в нём, они случаются, но не влияют решающим образом на исход поединков в теннисе. К ним следует относиться философски, а постоянный просмотр повторов лишает спорт эмоциональности и зрелищности.
Закрытость системы вызывает закономерные вопросы и сомнения у исследователей. Так учёные Гарри Коллинз и Роберт Эванс в своей статье весьма скептически отозвались о Hawk-Eye в связи с тем, что в открытых источниках им не удалось найти серьёзного стороннего исследования об оценке погрешности системы. Неизвестно, как на неё влияют изменения погоды и освещённости спортивной арены. Сомнения вызывает и то, что в крикете возникает необходимость в экстраполяции траектории мяча. Очень сложно оценить, насколько верно математическая модель Hawk-Eye может построить траекторию, учитывая отскок от неровной земли, вращение мяча, погодные условия и прочее.

### Комментарии
1. ↑  Кубок Хопмана, так называемый, выставочный турнир
2. ↑  Hawk-Eye является одним из компонентов DRS, который включает в себя и другие системы, регистрирующие касание мячом бэтсмена
3. ↑  В итоге, систему не отключили, хотя швейцарец матч всё равно выиграл
4. ↑  В теннисе достаточно интерполяции